# Marcel Bode
Marcel Jozef Bode (Nieuwmunster, 29 november 1918 – Ieper, 10 augustus 2014) was een Belgisch volksvertegenwoordiger.

## Levensloop
Marcel Bode begon zijn activiteiten als jong kajotter. Hij werd beroepshalve secretaris van sociale werken en vertegenwoordigde de christendemocratische vleugel binnen de CVP in het arrondissement Ieper. Ook was hij ACW-secretaris in Veurne en daarna in Ieper.
Van 1954 tot 1965 en van 1968 tot 1978 zetelde hij voor het arrondissement Ieper in de Kamer van volksvertegenwoordigers. Daartussen was hij van 1965 tot 1968 kabinetsmedewerker bij minister van Openbare Werken Jos De Saeger. In 1977-1978 was hij ondervoorzitter van de Kamer. In de periode december  1971-december 1978 had hij als gevolg van het toen bestaande dubbelmandaat ook zitting in de Cultuurraad voor de Nederlandse Cultuurgemeenschap, die op 7 december 1971 werd geïnstalleerd en de verre voorloper is van het Vlaams Parlement.
Hij was ook van 1971 tot 1982 gemeenteraadslid en van 1979 tot 1980 schepen van Ieper.
Marcel Bode was getrouwd met Elisabeth Vanhoutte (1916-2013) en ze hadden vijf kinderen.